# Delirium tremens
Pour les articles homonymes, voir Delirium tremens (homonymie).
 Mise en garde médicale
Le delirium tremens est un trouble neurologique sévère décrit pour la première fois en 1813, lié au syndrome de sevrage alcoolique. Il s'agit d'un état d'agitation avec fièvre, tremblements, onirisme et trouble de la conscience, propre à l'intoxication alcoolique. 
Le delirium tremens survient principalement chez les alcooliques au cours d'un sevrage d'alcool non contrôlé par un traitement efficace du sevrage. Il peut également survenir lors du sevrage des benzodiazépines  ou du GHB. 
Les benzodiazépines servent habituellement de traitement contre ce type de trouble neurologique.

## Histoire
Du latin delirium, folie (dérivé de deliriare, littéralement « sortir hors du sillon »), et tremens, tremblant. Le latin moderne delirium tremens, délire tremblant, a été introduit en 1813 par le médecin britannique Thomas Sutton (en) pour désigner « cette forme de delirium aggravée par la saignée mais améliorée par l'opium ».
L'affection a été rattachée à l'alcoolisme par Pierre Rayer en 1819, et c'est Carl Wernicke qui précise son origine : « une suppression brusque des boissons spiritueuses ». Cependant, le terme delirium tremens peut désigner historiquement aussi bien les états délirants dus à une intoxication par l'alcool (délire alcoolique) que ceux liés à un sevrage d'alcool (délire hallucinatoire du sevrage à l'alcool, hallucinose du sevrage à l'alcool, et hyperactivité autonome associée à un sevrage à l'alcool).
En 1874, Valentin Magnan distingue radicalement le delirium tremens (sevrage d'alcool) des autres délires alcooliques, dans son traité De l'alcoolisme, des diverses formes du délire alcoolique et de leur traitement. On y trouve des descriptions magistrales de delirium tremens, dont Émile Zola s'est directement inspiré pour écrire un des plus fameux passages de l'Assommoir (1877).
À la fin du XIXe siècle, le delirium tremens a le statut d'une affection psychiatrique reliée à une cause spécifique : le sevrage d'alcool. Au cours du XXe siècle, ses limites deviennent imprécises : il apparait assez proche de sevrages de toxiques autres que l'alcool. De plus, d'autres syndromes de sevrage d'alcool, plus modérés et plus fréquents que le delirium tremens, sont repérés et décrits au début des années 1950.
À la fin du XXe siècle, ces derniers troubles sont considérés comme des formes mineures, ou moins sévères, de dépendance physique à l'alcool. Ils sont parfois désignés sous le terme de « pré-delirium tremens ».
Le delirium tremens se situerait ainsi à l'extrémité d'un continuum (syndromes de sevrage alcoolique) allant du petit tremblement matinal jusqu'au véritable delirium tremens, chez un sujet alcoolo-dépendant. Au début du XXIe siècle, différentes échelles d'évaluation permettent de suivre l'évolution d'un syndrome de sevrage d'alcool et d'adapter les traitements.

## Épidémiologie
Le delirium tremens survient chez 5 à 10 % des alcooliques en sevrage (suivis dans des centres d'addictologie), ou varie entre 0,6 et 7,4 % (alcooliques hospitalisés en psychiatrie). Il s'agit d'une prévalence annuelle : pourcentage dans une population d'alcooliques sur une période d'un an.
Les facteurs de risque sont l'âge avancé, le sexe féminin, une addiction d'autant plus ancienne à l'alcool et des antécédents personnels de delirium tremens. Ce risque s'élève aussi avec la présence de troubles métaboliques (déshydratation, baisse du sodium et du potassium sanguin — hyponatrémie et hypokaliémie — etc.), d'une thrombopénie (baisse de la concentration en plaquettes sanguines) ou d'une maladie neurologique préexistante.
La quantité moyenne d'alcool consommée par jour n'est pas prédictive d'un delirium tremens en cas de sevrage. Cependant, des auteurs plus anciens signalent qu'en milieu hospitalier, la consommation déclarée de sujets en delirium tremens était largement supérieure à 80 g par jour sur un an au moins (soit plus d'un litre de vin à 10°, ou deux litres de bière à 5°, par jour).

## Physiopathologie
Les processus qui conduisent à un delirium tremens sont mal connus. De façon générale, l'alcool agit comme un dépresseur du système nerveux, et son sevrage entraine une réaction opposée par hyperactivité du système nerveux somatique et nerveux autonome.

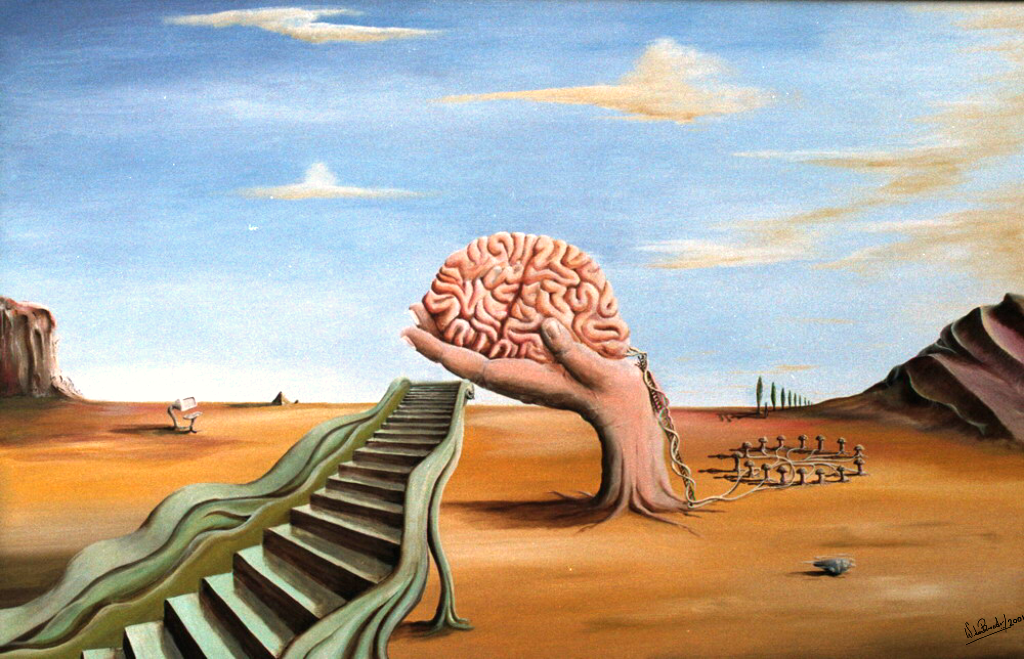
Cerveau enchaîné (2001), de.

Les mécanismes exacts sont probablement multiples et intriqués, résultant d'anomalies des neurotransmetteurs d'une part, et de troubles de la membrane cellulaire neuronale d'autre part.
Les troubles de la neurotransmission concernent plus particulièrement l'acide γ-aminobutyrique (GABA). L'alcool (éthanol) facilite la transmission de ce neurotransmetteur, inhibiteur du système nerveux central. À long terme, par mécanisme compensateur, la consommation d'alcool entraine une réduction de la fixation du GABA à ses récepteurs.
Lors d'un sevrage, il se produit une réduction brutale de l'activité GABA, d'où une hyperactivité des autres métabolismes cérébraux, notamment du système glutamate excitateur. Ce qui expliquerait les troubles neuropsychiques (de l'anxiété jusqu'à la confusion hallucinatoire), et les troubles végétatifs adrénergiques (tremblements, sueurs, tachycardie, hypertension artérielle, nausées…),.
Au niveau cellulaire, les molécules d'éthanol liposolubles s'insèrent dans les phospholipides de la membrane des neurones, avec un effet fluidifiant. Pour compenser, la membrane s'adapte en augmentant sa rigidité. Au moment du sevrage, l'effet compensateur devient nocif. Le sevrage brutal s'accompagnerait aussi de troubles des canaux calciques (avec entrée massive de calcium dans la cellule).
Ces mécanismes restent insuffisants, car ils n'expliquent pas pourquoi seule une minorité de consommateurs perdent le contrôle de leur consommation d'alcool et en deviennent dépendants, ni pourquoi seule une minorité de dépendants évoluent vers un delirium tremens en cas de sevrage. Des facteurs génétiques et d'environnement (histoire personnelle de l'individu) seraient en jeu dans ces différences.

## Syndromes de sevrage et pré-delirium
Le sevrage alcoolique est la période qui suit immédiatement l'arrêt de la prise d'alcool. Le delirium tremens fait partie d'un ensemble de syndromes consécutifs au sevrage ; il en représente la forme aboutie et extrême, la plus grave.

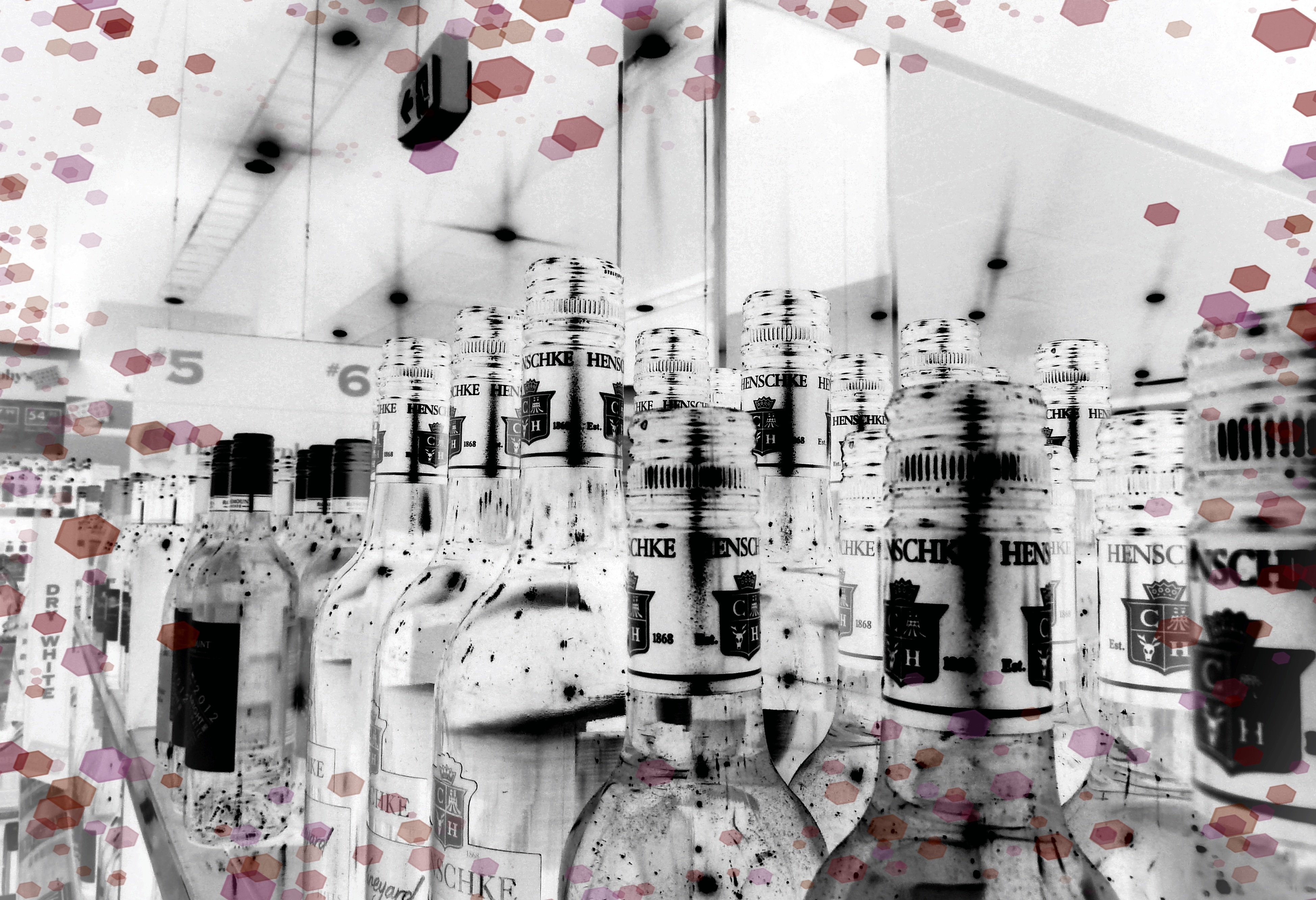
« Tremblement du delirium ».

Chez un sujet consommateur régulier de longue date, dépendant de l'alcool, les premiers signes apparaissent après quelques heures de sevrage absolu ou relatif (par rapport à la dose habituellement consommée). Il s'agit d'abord d'un syndrome mineur non spécifique : tremblement fin des doigts lors de l'action et du maintien d'attitude, accompagné de sueurs nocturnes ou matinales, d'une anxiété et de troubles dépressifs, de maux de tête, de perte d'appétit, d'insomnie et si le patient s'endort, de cauchemars ,.
En deux ou trois jours, ces troubles s'aggravent : le tremblement touche aussi les lèvres et la langue, des troubles digestifs apparaissent (nausées, diarrhées…), les sueurs sont abondantes survenant par poussées. On peut retrouver une certaine hypertonie (augmentation du tonus musculaire) et une hypertension artérielle. Les troubles du comportement sont majorés, dominés par l'agitation soit euphorique, soit agressive.
Non traité, cet état peut évoluer vers des complications telles que l'hallucinose alcoolique, ou encore des crises convulsives. Dans 5 à 6 % des cas, l'évolution se fait vers le delirium tremens classique proprement dit.
Les définitions et les limites de ces différents états (ainsi que le passage éventuel de l'un en l'autre) font l'objet de discussions. Toutefois l'accord est unanime sur la nécessité de diagnostiquer et traiter à temps tout syndrome de sevrage, avant la survenue d'un éventuel delirium tremens dans sa forme complète et historique,.

## Forme aboutie et complète
Le tableau clinique du delirium tremens se constitue progressivement à partir des états précédents. Sa survenue est favorisée par des pathologies associées comme une infection ; une cause toxique, métabolique ou endocrinienne ; traumatisme ; chirurgie ; mésusage de psychotropes,.
Il se développe en 2–3 jours après le début direct du sevrage. Son intensité s'élève en quatre ou cinq jours, et peut durer (sans traitement) jusqu'à deux semaines. Les symptômes empirent avec l'obscurité et durant la nuit.
Ce tableau associe un syndrome neuropsychiatrique et un syndrome neurovégétatif.

### Syndrome neuropsychiatrique
Il s'agit d'une agitation avec délire confuso-onirique (syndrome confusionnel et onirisme).

#### Hallucinations

Le Tourment de saint Antoine (vers 1488), attribué à Michel-Ange.

Elles peuvent être précédées d'illusions, où le sujet interprète mal ses perceptions (hypersensibilité au bruit) vécues comme menaçantes avec distorsion de la réalité (des objets immobiles sont vus en mouvement).
Les hallucinations proprement dites sont surtout visuelles, à thématique souvent effrayante. Les plus caractéristiques sont les zoopsies ou visions d'animaux tels que rats, serpents, araignées. Ce peut être aussi des thèmes professionnels, scènes violentes, ou des visions catastrophiques de feu ou d'eau. Elles sont aussi auditives et tactiles : les animaux semblent courir ou ramper sur ou sous la peau.

#### Agitation confuse
Le patient est désorienté dans le temps et l'espace avec des tremblements intenses généralisés. Confus et agité, présentant une dysarthrie, il tient des propos incohérents et délirants. À ce stade, il ne critique plus ses visions ; paniqué, il y adhère totalement. Des réactions agressives ou auto-agressives sont possibles.

### Syndrome neurovégétatif
Il est surtout constitué de nausées et vomissements, de sueurs abondantes et paroxystiques pouvant entrainer une déshydratation globale en quelques heures. Il existe une tachycardie, une hyperthermie en dehors d'un contexte infectieux, une hypertension.

## Diagnostic
Le diagnostic est clinique à partir d'un syndrome de sevrage d'aggravation progressive, ou d'un état d'agitation ou d'un délire confuso-onirique.
L'évaluation de la gravité se fait à partir de critères préétablis, comme le CIWA (voir section traitement). La biologie a peu d'intérêt pour le diagnostic positif, mais elle devient indispensable pour la surveillance et le traitement.
Le diagnostic différentiel est important, car avant d'attribuer les troubles à un delirium tremens, il faut éliminer d'autres causes comme :
- traumatisme crânien (un hématome sous-dural chronique peut survenir chez l'alcoolique après un choc minime) ;
- infections aigües : méningite, encéphalite… ou encore, chez le sujet âgé, infection pulmonaire ou urinaire ;
- encéphalopathies : de Wernicke, hépatique, hypoglycémique ;
- autres troubles métaboliques, endocriniens ou toxiques.

Ces différentes affections peuvent aussi s'associer au delirium tremens, en jouant un rôle déclenchant ou aggravant.

## Évolution et pronostic
Le delirium tremens est différent de l'hallucinose alcoolique, qui survient approximativement chez 20 % des alcooliques hospitalisés et qui ne menace pas réellement la vie du patient.
L'évolution est le plus souvent favorable sous traitement, avec disparition progressive des symptômes en 2 à 7 jours.
Les facteurs de mauvais pronostic, ou les complications qui provoquent le décès, sont les infections, les troubles du rythme cardiaque, les complications liées aux convulsions (traumatismes), ou des pathologies associées préexistantes,.
Vers 1900, la mortalité du delirium tremens était de 10 à 50 % selon les auteurs. Au début du XXIe siècle, elle est de l'ordre de 8 %, pouvant aller jusqu'à 15 %, avec traitement, et de 35 % sans traitement, selon les études qui diffèrent selon les pays, les périodes étudiées, et les populations de patients (temps et qualité de la prise en charge, moyens adaptés disponibles…).
Au mieux, 1 à 4 % des patients hospitalisés (admis en réanimation) pour délirium tremens décèdent. Ce taux pourrait être encore réduit par un diagnostic plus précoce et un traitement adapté à temps ,.
À long terme, une thérapie de soutien et une prise en charge spécialisée en addictologie est nécessaire.

## Traitement
La prise en charge est une urgence multidisciplinaire. Une hospitalisation est indispensable, éventuellement en milieu spécialisé, dans une chambre au calme, faiblement éclairée (non dans le noir la nuit), avec un minimum de stimulation. La contention physique est à éviter.
Le but du traitement est de calmer l'état d'agitation et de prévenir les complications.

### Calmer l'agitation
Le traitement symptomatique principal repose sur les benzodiazépines, sans qu'il soit démontré qu'une molécule de cette classe soit supérieure aux autres. Le diazépam (Valium) est le plus souvent utilisé. Selon l'état du patient (pathologies associées, intensité des troubles…), les autres benzodiazépines possibles sont le lorazépam (Témesta), chlordiazépoxide (Librium), ou oxazépam (Seresta), notamment. D'autres molécules ont pu être proposées : midazolam, oxcarbazépine, phénobarbital…
Le patient est d'abord évalué chaque heure à l'aide d'une échelle de sévérité, puis toutes les 4 heures. Par exemple l'échelle CIWA-Ar établit un score de 0 à 67, un score inférieur à 8 ou 10 n'a guère besoin d'être traité, et un supérieur à 15 implique une surveillance étroite avec une adaptation du traitement en conséquence.
Devant un delirium tremens réfractaire, de fortes doses peuvent être nécessaires pour éviter un risque mortel. L'ajout d'autres produits (comme des neuroleptiques de « deuxième génération») se fait par des équipes spécialisées en milieu de soins intensifs.
Une fois l'objectif atteint (score CIWA-Ar inférieur à 10 pendant au moins 4 h), les doses sont diminuées progressivement.

### Prévenir les complications
La perfusion mise en place permet une réhydratation, une correction des troubles ioniques, et une supplémentation en vitamines.
La réhydratation est de l'ordre de 4 à 6 litres par 24 heures. Une hypokalémie nécessite l'apport de potassium, alors que l'intérêt d'une supplémentation en magnésium reste discuté.
L'apport vitaminique nécessaire est l'ajout de thiamine (vitamine B1) dans le but de prévenir une encéphalopathie de Wernicke ; de vitamine B6 dont le déficit peut provoquer des crises convulsives ; de vitamine PP (prévention de la pellagre). Selon les cas, on associe aussi la vitamine B12 ou encore l'acide folique.

## Mentions cinématographiques
Le delirium tremens est mis en scène dans :
- Le Délirium tremens (1907), de Georges Méliès ;
- Le Poison (1945), de Billy Wilder ;
- Chaussure à son pied (1954), de David Lean ;
- Le Cercle rouge (1970), de Jean-Pierre Melville ;
- Leaving Las Vegas (1995), de Mike Figgis ;
- Le Dernier Samouraï (2003), de Edward Zwick ;
- Les Seigneurs (2012), d'Olivier Dahan
- Nymphomaniac : Volume 1 (2013), de Lars Von Trier ;
- Delirium (2018), de Dennis Iliadis (en).

## Mentions littéraires
Le delirium tremens est décrit dans Les Aventures de Huckleberry Finn de Mark Twain : le père de Huckleberry tente de tuer son fils lors d'une crise de delirium tremens.
Il est aussi décrit en détail dans l'oeuvre littéraire d'Emile Zola "L’Assommoir" (1877) à travers le personnage de Coupeau, mari de Gervaise Macquart.